# Малошкарівська сільська рада
Малошка́рівська сільська́ ра́да — адміністративно-територіальна одиниця та орган місцевого самоврядування в Шепетівському районі Хмельницької області. Адміністративний центр — село Мала Шкарівка.

## Загальні відомості
Малошкарівська сільська рада утворена в 1923 році.
- Територія ради: 2,266 км²
- Населення ради: 593 особи (станом на 2001 рік)

## Населені пункти
Сільській раді підпорядковані населені пункти:
- с. Мала Шкарівка
- с. Москвитянівка

## Склад ради
Рада складалася з 12 депутатів та голови.
- Голова ради: Пастунюк Світлана Степанівна

### Керівний склад попередніх скликань
| Прізвище, ім'я, по батькові  | Основні відомості                                                 | Дата обрання | Дата звільнення |
| ---------------------------- | ----------------------------------------------------------------- | ------------ | --------------- |
| Славін Микола Францович      | Сільський голова, 1958 року народження, безпартійний              | 26.03.2006   | 31.10.2010      |
| Пастунюк Світлана Степанівна | Сільський голова, 1972 року народження, освіта вища, позапартійна | 31.10.2010   |                 |

Примітка: таблиця складена за даними сайту Верховної Ради України

### Депутати
За результатами місцевих виборів 2010 року депутатами ради стали:

#### За суб'єктами висування
| Суб'єкт висування                 | Кількість обраних депутатів | %    |
| --------------------------------- | --------------------------- | ---- |
| Самовисування                     | 8                           | 66,7 |
| Комуністична партія України       | 2                           | 16,7 |
| Партія регіонів                   | 1                           | 8,3  |
| Політична партія «Сильна Україна» | 1                           | 8,3  |

#### За округами
| № округу                          | Прізвище, ім'я, по батькові    | Дата визнання обраним | Освіта             | Партійна приналежність | Відомості про обраного депутата                          |
| --------------------------------- | ------------------------------ | --------------------- | ------------------ | ---------------------- | -------------------------------------------------------- |
| Комуністична партія України       |                                |                       |                    |                        |                                                          |
| 4                                 | Мирончук Анатолій Васильович   | 03.11.2010            | середня            | позапартійний          | тимчасово не працює                                      |
| 12                                | Колодзінський Едуард Антонович | 03.11.2010            | середня            | позапартійний          | пенсіонер                                                |
| Партія регіонів                   |                                |                       |                    |                        |                                                          |
| 6                                 | Мунтян Сергій Михайлович       | 03.11.2010            | вища               | член Партії регіонів   | Малошкарівська загальноосвітня школа, вчитель            |
| Політична партія «Сильна Україна» |                                |                       |                    |                        |                                                          |
| 7                                 | Чорноус Марія Іванівна         | 03.11.2010            | середня спеціальна | позапартійна           | Малошкарівська сільська рада, бухгалтер                  |
| Самовисування                     |                                |                       |                    |                        |                                                          |
| 1                                 | Тимощук Олексій Іванович       | 03.11.2010            | середня спеціальна | позапартійний          | тимчасово не працює                                      |
| 2                                 | Довгаль Наталія Іванівна       | 03.11.2010            | вища               | позапартійна           | Малошкарівський фельдшерсько-акушерський пункт, фельдшер |
| 3                                 | Корж Юрій Іванович             | 03.11.2010            | середня            | позапартійний          | Малошкарівський загальноосвітня школа, робітник          |
| 5                                 | Хмелівська Алла Володимирівна  | 03.11.2010            | середня            | позапартійна           | Малошкарівська сільська рада, техпрацівник               |
| 8                                 | Музиченько Людмила Олексіївна  | 03.11.2010            | середня            | позапартійна           | Москвитянівська бібліотека, завідувачка                  |
| 9                                 | Чорноус Віктор Іванович        | 03.11.2010            | середня            | позапартійний          | Малошкарівська пожежна охорона, водій Пожежник           |
| 10                                | Іллю Іван Миколайович          | 03.11.2010            | середня            | позапартійний          | Підприємство «Лісник», майстер Лісу                      |
| 11                                | Семенюк Павло Павлович         | 03.11.2010            | середня спеціальна | позапартійний          | тимчасово не працює                                      |